# Саобраћај у Казахстану
Казахстан је велика земља, махом смештена у средњој Азији, али најзападнији део земље преко реке Урал припада крајњем истоку Европе. Може се рећи да је ова земља била и данас је кључна у средњој Азији. Међутим, због оштре климе, ретке насељености и велике затворености Казахстана у прошлости многе могућности за развој саобраћаја нису биле искоришћене. Са стабилизацијом земље протеклих година започет је брз и нагли развој на свим пољима, а поље саобраћаја је једно од најважнијих у даљој обнови земље због великих раздаљина као битних чинилаца будућег развоја.
Казахстан има развијен друмски, железнички, ваздушни и водни саобраћај. Највећи саобраћајни чворови су нова и стара престоница, Астана и Алма Ата.

## Железнички саобраћај
Погледати: државно предузеће за железницу - Казахстан Темир Жоли
По подацима из 1997. године укупна дужина железничке мреже у домену јавног саобраћаја у Казахстана је 14.400 km, од чега је 3.299 km електрификовано. Ово се односи на пруге широког колосека (1520 mm), особене за земље бившег СССРа. Поред тога у земљи постоји и око велика дужина индустријских пруга. Железничка мрежа је тренутно у обнови, а предвиђа се и њено проширење у будућности.

Због положаја некадашње престонице Алма Ате на јужном ободу државе нису постојале могућности за стварање великог железничког чворишта, па данас постоји низ мањих чворишта, у којима се укрштају веома дуге железничке линије, изграђене за време СССРа. Од њих су најважније (* - град у Казахстану): 
- Туркместанско-Сибирска железница (скраћено: Турксиб железница), Новосибирск - Барнаул - Семипалатинск* - Алма Ата* - Чу* - Бишкек - Ташкент.
- Транскаспијска железница, Ашхабад - Бухара - Самарканд - Ташкент - Чу*.
- Трансаралска железница, Оренбург - Уралск* - Актјубинск* - Кизил Орда* - Чикмент* - Ташкент.
- Транказахстанска железница, Петропавловск* - Кокчетав* - Акмолинск* - Караганда* - Чу*.

Градска железница је присутна у већим градовима Казахстана. Метро систем се тренутно гради у Алма Ати, а планира се и и зградња у Астани.
Железничка веза са суседним земљама:
- Русија - да
- Кина - да, уз промену ширине газа
- Киргистан - да
- Узбекистан - да
- Туркменистан - да

## Друмски саобраћај
Укупна дужина путева у Казахстану у 2006. години је 258.029 km, од чега је са чврстом подлогом 247.347 km (при чему се под овим подразумевају и веома лоши путеви путеви типа макадама). Званично постојећи савремени ауто-путеви не постоје. па су магистрални путеви најважнији у земљи. Њихова укупна дужина је око 17.000 km. Путеви нижег ранга данас су у доста лошем стању и испод савремених стандарда су.
Државни магистрални путеви су:
- Магистрални пут 1, Алма Ата — Астана — Кустанај - граница са Русијом (ка Чељабинску)
- Магистрални пут 2, Алма Ата — Семипалатинск — Павлодар - граница са Русијом (ка Омску)
- Магистрални пут 3, Астана — Кокчетав — Петропавловск - граница са Русијом (ка Омску)
- Магистрални пут 4, Алма Ата — Џамбул — Чикмент - граница са Узбекистаном (ка Ташкенту)
- Магистрални пут 5, Чикмент — Кизил Орда — Актјубинск - Уралск - граница са Русијом (ка Самари)

## Водени саобраћај
Казахстан је унутарконтинентална земља, удаљена стотинама километара од најближих мора. Међутим, он излази дугом обалом на највеће и међународно Каспијско језеро, које је пловним путем Волга - Канал Волга-Дон - Дон кроз Русију повезано на систем светских мора. Највеће каспијске луке у држави су Гурјев и Порт Шевченко. Ове могућности нису до краја искоришћене и биће све значајније у будућности. Пловидба је могућа и по великом Аралском језеру, али је оно забачено и слабо прометно, а познато је и као еколошки уништена зона.

Саобраћај рекама у Казахстану није претрано развијен, али постоје услови за то. Дужина пловних река је 3.900 km. Ово се односи на реке Сир Дарју и Иртиш. Међутим, прва река је окренута ка непрометном Сибиру и зими се леди, док је друга изолована од других токова и плитка због масовне употребе воде за наводњавање. Најпознатије луке су Уст-Каменогорск, Павлодар и Семипалатинск, све на Иртишу.

## Гасоводи и нафтоводи
Гасовод: 11.019 км (2006. г.)
Нафтовод: 10.338 км (2006. г.)

## Ваздушни транспорт
Будући да је Казахстан огромна и ретко насељена земља са много изолованих градова и области, ваздушни саобраћај има већи значај него у другим земљама. Значајно је и истаћи постојање великог космодрома Бајконур, који се налази у средишњем Казахстану.
У Казахстану постоји велики број авио-предузећа, од којих је најпознатије и највеће државно предузеће Ер Астана. Највећи број авио-предузећа су обласног типа - обично свака казахстанска обласна јединица има своје авио-предузеће, које најчешће одржава авио-линије са Астаном, Алма Атом или Москвом.
У Казахстану постоји 150 званично уписаних аеродрома 2006. године, од чега 67 са чврстом подлогом (погледати: Аеродроми у Казахстану). 24 аеродрома је уврштено на листу међународних аеродрома са IATA кодом (IATA Airport Code). Најпознатији од њих су:
- Међународни аеродром „Астана“ у Астани - TSE
- Међународни аеродром „Алма Ата“ у Алма Ати - ALA
- Аеродром „Атирау“ у Гурјеву - GUW
- Аеродром „Ак Жол“ у Уралску - URA
- Аеродром „Оскемен“ у Уст-Каменогорску - UKK
- Међународни Аеродром „Чикмент“ у Чикменту - CIT

Најважнији аеродром у држави је аеродром у Алма Ати, удаљен 20 km од града, а после њега значајан је аеродром у Астани, новој престоници. Највећи број авио-линија су према другим градовима бившег СССР-а, а посебно су важне линије ка Москви.